# آلن وود (شناگر)
آلن وود (انگلیسی: Allan Wood؛ زادهٔ ۱۶ مهٔ ۱۹۴۳) شناگر اهل استرالیا بود.
وی در مسابقات کشوری و بین‌المللی در مجموع برندهٔ ۱ مدال طلا، ۱ مدال نقره، ۳ مدال برنز شده‌است.

## مرگ
در اکتبر ۲۰۲۲، وود بر اثر سرطان در بیمارستان خصوصی جان فلین در تاگون، کوئینزلند، ساحل طلایی درگذشت. او ۷۹ سال داشت.